# Віч-хауз
Віч-хауз (англ. Witch house — чаклунський дім) — стиль експериментальної музики, який виник із музичного напряму дарк-електро. Назву вперше в 2009 році застосував Тревіс Еджеді (відомий як Pictureplane) для опису створюваної ним і його друзями музики, що мала окультний характер.

## Особливості
Віч-хауз використовує елементи чопт'ен'скрюд (chopped and screwed) — різновид хіп-хопу, якому властивий різко сповільнений темп із пропущеними бітами. Характерні для цього жанру: використання драм-машин і синтезаторів, атмосферні шуми, моторошні й незрозумілі звуки, мелодії дарк-сінтіпопу. Сильно змінений, спотворений і приглушений вокал є основним атрибутом віч-хаузу.
Візуальне оформлення віч-хаузу охоплює: твори мистецтва, колажі та фото, що виникли під впливом окультизму, шаманізму, чаклунства і фільмів жахів; символи юнікоду (трикутники, хрести тощо), які розглядаються деякими як спосіб збереження приватності, щоб роботи було важче знайти в Інтернеті.
Багато виконавців, що працюють у цьому жанрі, випускають сповільнені ремікси на поп і реп-пісні, або довгі поєднання різних пісень, які були істотно сповільнені.

## Витоки
Музика віч-хауз перебуває під сильним впливом звукового ландшафту чопт'ен'скрюд. Також присутні елементи, які властиві шугейзигу та нойзу. Крім цього, на віч-хауз вплинули готичні бенди 80-х (такі як Cocteau Twins, The Cure, Christian Death і Dead Can Dance) і експериментальні та індустріальні бенди (Psychic TV і Coil).

## Історія терміна
Назва «witch-house» виникла як жарт для опису створюваної Тревісом Еджеді і його друзями музики: «Це жарт. Я і мій друг Шамс, ми жартуємо про хауз музику, яку ми робимо, [назвавши її] віч-хауз, тому що це щось на кшталт окультної хауз-музики… Для Pitchfork я говорив, що ми віч-хаузна група і 2010 мав стати роком віч-хаузу… Але в той час, коли я сказав „віч-хауз“, цього терміна навіть не існувало».
Деякі стверджують, що «віч-хауз» — помилкова назва мікрожанру, яку використали в музичній пресі (The Guardian, Pitchfork та інші музичні блоги). Ці претензії висунули деякі члени музичної індустрії та музичні журналісти. Цей жанр також називали реп-гейз, але назва не прижилася. Зараз, окрім терміна «віч-хауз», для позначення цього жанру інколи використовують «дрег» або «хантед-хауз».

## Відомі виконавці
- Crystal Castles
- Salem
- IC3PEAK
- oOoOO[en]
- Bl▲ck † Ceiling
- Story Of Isaac
- Holy Other
- Clams Casino
- Balam Acab
- Gvcci Hvcci
- White Ring[en]

Також з 2014 року віч-хауз стрімко набрав популярності у країнах пострадянського простору. Найвідоміша witch-house вечірка в Україні — Вічна Ніч — була в Києві, проте у 2016 році, у жовтні, відбулась остання така подія, після цього був застій і лише у 2019 році звання найвідомішої вечірки здобув львівський івент під назвою «ØBSCURA». Українські виконавці:
- Лютневий День
- Deadly Oak
- Kryvø_Rizh